# Timrå socken
Timrå socken i Medelpad uppgick 1947 i Timrå köping och ingår sedan 1971 i Timrå kommun, uppgick 1947 i Timrå köping och motsvarar från 2016 Timrå distrikt.
Socknens areal var 104,72 kvadratkilometer, varav 96,93 land. År 2000 fanns här 13 062 invånare. Tätorten Bergeforsen samt tätorten och kyrkbyn Timrå med sockenkyrkan Timrå kyrka ligger i socknen.

## Administrativ historik
Timrå socken bildades på 1400-talet genom en utbrytning ur Sköns socken. 
Vid kommunreformen 1862 övergick socknens ansvar för de kyrkliga frågorna till Timrå församling och för de borgerliga frågorna bildades Timrå landskommun. Landskommunen ombildades 1947 till Timrå köping som 1971 ombildades till Timrå kommun.
1 januari 2016 inrättades distriktet Timrå, med samma omfattning som församlingen hade 1999/2000.  
Socknen har tillhört fögderier, tingslag och domsagor enligt vad som beskrivs i artikeln Medelpad.  De indelta båtsmännen tillhörde Första Norrlands andradels båtsmanskompani.

## Geografi
Timrå socken ligger vid Indalsälvens nedersta lopp, mynning och delta. Socknen består av några mindre dalbygder omgivna av starkt kuperad skogsbygd med höjder som i väster når över 200 meter över havet.

## Fornlämningar
Från bronsåldern har anträffats några kuströsen och från järnåldern mindre gravfält, spridda gravhögar samt en fornborg.  En runristning är känd från kyrkan. Ett skattfynd av bysantinsk guldsolidus, en guldring samt en armring av guldblandad silver har påträffats.

## Namnet
Namnet (1513 Timmeradh) har en oklar förled och ursprung. Efterleden kan vara rå, 'liten myr; fuktig sänka'.

## Befolkningsutveckling
| Befolkningsutvecklingen i Timrå socken 1751–1990                                                         | Befolkningsutvecklingen i Timrå socken 1751–1990 | Befolkningsutvecklingen i Timrå socken 1751–1990 | Befolkningsutvecklingen i Timrå socken 1751–1990 | Befolkningsutvecklingen i Timrå socken 1751–1990 |
| --- | ------------------------------------------------ | ------------------------------------------------ | ------------------------------------------------ | ------------------------------------------------ |
| |                                                  |                                                  |                                                  |                                                  |
| År |                                                  |                                                  | Folkmängd                                        |                                                  |
| 1751 | 1751                                             |                                                  | 525                                              |                                                  |
| 1760 | 1760                                             |                                                  | 538                                              |                                                  |
| 1769 | 1769                                             |                                                  | 529                                              |                                                  |
| 1810 | 1810                                             |                                                  | 714                                              |                                                  |
| 1820 | 1820                                             |                                                  | 739                                              |                                                  |
| 1830 | 1830                                             |                                                  | 812                                              |                                                  |
| 1840 | 1840                                             |                                                  | 950                                              |                                                  |
| 1850 | 1850                                             |                                                  | 1 194                                            |                                                  |
| 1860 | 1860                                             |                                                  | 1 457                                            |                                                  |
| 1870 | 1870                                             |                                                  | 1 962                                            |                                                  |
| 1880 | 1880                                             |                                                  | 2 634                                            |                                                  |
| 1890 | 1890                                             |                                                  | 4 598                                            |                                                  |
| 1900 | 1900                                             |                                                  | 5 706                                            |                                                  |
| 1910 | 1910                                             |                                                  | 6 338                                            |                                                  |
| 1920 | 1920                                             |                                                  | 7 320                                            |                                                  |
| 1930 | 1930                                             |                                                  | 8 346                                            |                                                  |
| 1940 | 1940                                             |                                                  | 8 546                                            |                                                  |
| 1950 | 1950                                             |                                                  | 8 625                                            |                                                  |
| 1960 | 1960                                             |                                                  | 11 198                                           |                                                  |
| 1970 | 1970                                             |                                                  | 13 197                                           |                                                  |
| 1980 | 1980                                             |                                                  | 13 704                                           |                                                  |
| 1990 | 1990                                             |                                                  | 13 378                                           |                                                  |
| Anm: Källor: Umeå universitet - Tabellverket 1749-1859, Demografiska databasen, CEDAR, Umeå universitet. |                                                  |                                                  |                                                  |                                                  |